# Londéla-Kayes
Londéla-Kayes est une localité du sud-ouest de la République du Congo, située dans le département du Niari sur une altitude moyenne de 588 m. Elle est le chef-lieu du district de Londéla-Kayes.